# Ryan Oné
Ryan Oné (Coatbridge, Escocia, 26 de junio de 2006) es un futbolista escocés que juega como delantero en el Sheffield United F. C. de la EFL Championship.

## Estadísticas

### Clubes
Actualizado al último partido disputado el 3 de mayo de 2025.
| Club                              | Div.          | Temporada     | Liga  | Liga  | Copas nacionales | Copas nacionales | Copas internacionales | Copas internacionales | Total | Total |
| Club                              | Div.          | Temporada     | Part. | Goles | Part.            | Goles            | Part.                 | Goles                 | Part. | Goles |
| --------------------------------- | ------------- | ------------- | ----- | ----- | ---------------- | ---------------- | --------------------- | --------------------- | ----- | ----- |
| Hamilton Academical F. C. Escocia | 2.ª           | 2022-23       | 18    | 0     | 10               | 2                | —                     | —                     | 28    | 2     |
| Hamilton Academical F. C. Escocia | 3.ª           | 2023-24       | 4     | 2     | 4                | 0                | —                     | —                     | 8     | 2     |
| Hamilton Academical F. C. Escocia | Total club    | Total club    | 22    | 2     | 14               | 2                | 0                     | 0                     | 36    | 4     |
| Sheffield United F. C. Inglaterra | 1.ª           | 2023-24       | 1     | 0     | 0                | 0                | —                     | —                     | 1     | 0     |
| Sheffield United F. C. Inglaterra | 2.ª           | 2024-25       | 12    | 1     | 2                | 0                | —                     | —                     | 14    | 1     |
| Sheffield United F. C. Inglaterra | Total club    | Total club    | 13    | 1     | 2                | 0                | 0                     | 0                     | 15    | 1     |
| Total carrera                     | Total carrera | Total carrera | 35    | 3     | 16               | 2                | 0                     | 0                     | 51    | 5     |